# Андрес, Эмил
Э́мил А́ндрес (англ. Emil Andres, 22 июля 1911 года, Тинли-Парк, Иллинойс — 20 июля 1999 года, Саут-Холланд, Иллинойс) — американский автогонщик, выступавший в 500 милях Индианаполиса с 1936 по 1950 годы. За 12 выступлений единственный раз финишировал в пятерке лучших, завоевав четвёртое место в 1946 году. Последняя гонка 500 миль Индианаполиса, в которой участвовал Андрес, входила в состав сезона 1950 Формулы-1.

## Биография
Уроженец Иллинойса, Эмил был участником группы гонщиков, участвовавших вместе в различных гонках повсюду в США в 30-е годы. Группа называлась «Чикагская банда» и включала таких людей как Тони Беттенхаузен, Ковбой О’Рурк, Пол Руссо, Джимми Снайдер и Уолли Зейл. Участие в главном чемпионате страны AAA начал сразу с попытки выйти на старт 500 миль Индианаполиса в 1935 году. С ходу ему это не удалось, зато в гонке на земляном овале в Спрингфилде он с ходу стал третьим. В следующем году попытка оказалась удачнее — стартовав последним, он финишировал 18-м. Результат мог быть и лучше, но ему не хватило времени, для опережения пятерых гонщиков, сошедших впереди из-за нехватки топлива, но успевших опередить его на несколько кругов.
В следующем году он не прошёл квалификацию, но был при этом основным резервным гонщиком. Также не прошедший квалификацию второй резервных гонщик Жоэль Торн выкупил у Эмиля это место, а также выкупил автомобиль Клиффа Бержера, успешно прошедший квалификацию, с тем чтобы затем снять с гонки обоих и тем самым пробиться на старт. Эта попытка фактически купить место на старте была пресечена организаторами, так что Бержер успешно стартовал (и финишировал аж пятым). Что же до Андреса, в гонке он все же смог принять участие — подменил Эла Миллера с 78 по 158 круг. В 1938 он врезался в стену после 45 кругов, причем оторванное колесо его автомобиля убило зрителя. В 1939 он сошёл и того раньше — на 22 круге, из-за проблем с зажиганием. Вместе с тем ему удалось впервые победить в «больших гонках» — как и третье место в начале карьеры, эта победа произошла на грунтовом овале в Спрингфилде.
Гонка 1940 года была остановлена из-за дождя, когда Андрес занимал 12-е место. В 1941 ему удалась особенно хорошая квалификация — на 15-м месте, но гонка была испорчена с самого начала. Утром перед началом заездов в боксах команд случился пожар, в котором погибла, в частности, машина Джорджа Бэрринджера. Гараж Андреса также оказался в огне, и машину пришлось практически доставать из пламени — по частям, так как сборка авто к тому моменту не была закончена. В спешке подготовки к старту автомобиль заправили неправильным топливом, и его пришлось сливать. Организаторы гонки грозили Эмилу начать гонку без него, на что он пообещал в таком случае выкатить пустой автомобиль на трассу и там его оставить. В конце концов, на трассу ему удалось выехать уже после начала прогревочного круга, вследствие чего ему пришлось догонять всех. Эти усилия, однако, пропали даром — уже на пятом круге, уворачиваясь от попавшего в занос Луи Томея, Андрес столкнулся с Жоэлем Торном и врезался в стену.
После перерыва, вызванного Второй мировой войной, в 1946 году Эмил снова вышел на старт знаменитой гонки — и добился лучшего в карьере результата. Проведя все 200 кругов без особых происшествий, он финишировал четвёртым. Ещё через год до финиша он не добрался, но был классифицирован 13-м. Квалификацию пройти ему удалось практически чудом — в последний момент организаторы гонки разрешили провести дополнительную сессию. В 1948 он пробился на старт, но почти сразу сошёл из-за неполадок с рулевым управлением, зато через неделю выиграл гонку на грунтовом овале в Милуоки. В 1949 он последний раз в карьере финишировал — девятым. Наконец, в 1950 году, когда гонка 500 миль Индианаполиса входила в зачет новообразованного чемпионата мира Формулы-1, он не смог пробиться на старт — не хватило скорости. За счет этого выступления на излете карьеры Эмил считается гонщиком Формулы-1 с одним гран-при и нулем стартов на счету.
После окончания карьеры гонщика в 1950 году Андрес не прервал связей со спортивным сообществом. Он был почетным председателем ассоциации ветеранов Инди-500, а также занимал управленческие посты в USAC и Champcar. В 1968 году отошёл от дел, поселившись во Флоссмооре и занявшись фермерством. В 1996 году был введен в Национальный зал славы автогонок. Умер в 1999 году после того, как неудачно упал у себя дома.

## Результаты выступлений

### Инди 500
| Год   | №                      | Старт                  | Время                  | Ранг                   | Финиш                  | Круги                  | Лидер                  | Причина схода                   |
| ----- | ---------------------- | ---------------------- | ---------------------- | ---------------------- | ---------------------- | ---------------------- | ---------------------- | ------------------------------- |
| 1935  | Не прошел квалификацию | Не прошел квалификацию | Не прошел квалификацию | Не прошел квалификацию | Не прошел квалификацию | Не прошел квалификацию | Не прошел квалификацию | Не прошел квалификацию          |
| 1936  | 19                     | 33                     | 111,455                | 31                     | 18                     | 184                    | 0                      | Классифицирован                 |
| 1937  | —                      | —                      | —                      | —                      | 17*                    | 80                     | 0                      | Карбюратор                      |
| 1938  | 42                     | 28                     | 117,126                | 27                     | 29                     | 45                     | 0                      | Авария в юго-восточном повороте |
| 1939  | 44                     | 21                     | 121,212                | 26                     | 30                     | 22                     | 0                      | Свечи зажигания                 |
| 1940  | 25                     | 22                     | 122,963                | 14                     | 12                     | 192                    | 0                      | Классифицирован                 |
| 1941  | 19                     | 15                     | 122,266                | 19                     | 30                     | 5                      | 0                      | Авария в юго-западном повороте  |
| 1946  | 18                     | 11                     | 121,139                | 20                     | 4                      | 200                    | 0                      | Финишировал                     |
| 1947  | 3                      | 30                     | 116,781                | 29                     | 13                     | 150                    | 0                      | Магнето                         |
| 1948  | 8                      | 16                     | 123,550                | 23                     | 31                     | 11                     | 0                      | Управление                      |
| 1949  | 9                      | 32                     | 126,042                | 31                     | 9                      | 197                    | 0                      | Классифицирован                 |
| 1950  | Не прошел квалификацию | Не прошел квалификацию | Не прошел квалификацию | Не прошел квалификацию | Не прошел квалификацию | Не прошел квалификацию | Не прошел квалификацию | Не прошел квалификацию          |
| Всего | Всего                  | Всего                  | Всего                  | Всего                  | Всего                  | 1006                   | 0                      |                                 |

| Старты      | 9 |
| Поулы       | 0 |
| Первые ряды | 0 |
| Победы      | 0 |
| Топ-5       | 1 |
| Топ-10      | 2 |
| Сход        | 5 |

- Подменял Эла Миллера с 79 по 158 круг.

### Формула-1
| Легенда к таблице |                                                                    |
| --- | ------------------------------------------------------------------ |
| В таблице перечислены результаты всех Гран-при Формулы-1, в которых принимал участие гонщик. Строками таблицы являются сезоны, столбцами — этапы чемпионата мира. В каждой клетке указаны сокращённое название этапа и результат, дополнительно обозначенный цветом. Расшифровка обозначений и цветов представлена в нижеследующей таблице. |                                                                    |
| \| Пример \| Описание \| \| ------------ \| ------------------------------------------------------------------ \| \| 1 \| Победитель \| \| 2 \| Второе место \| \| 3 \| Третье место \| \| 5 \| Финишировал, заработав очки \| \| Сход \| Не финишировал, но при этом заработал очки \| \| 12 \| Финишировал, не получив очков \| \| НКЛ \| Финишировал, но не попал в финальную классификацию \| \| 15 \| Участвовал вне зачёта, либо по отдельной классификации \| \| 18 \| Не финишировал, но попал в финальную классификацию \| \| Сход \| Не финишировал \| \| НКВ \| Не прошёл квалификацию \| \| НПКВ \| Не прошёл предквалификацию \| \| ДСК \| Дисквалифицирован \| \| ИСК \| Исключён из протокола соревнований \| \| ТТ \| Заявлен для участия только в тренировках \| \| НС \| Участвовал в квалификации, но не стартовал в гонке \| \| Т \| Травмирован или болен \| \| ОТК \| Отказ от участия \| \| НТР \| Прибыл на соревнования, но на трассу не выезжал \| \| НПР \| Был заявлен в числе участников, но не прибыл к началу соревнований \| \| О \| Соревнования отменены \| \| \| Не участвовал \| \| Поул-позиция \| \| \| Быстрый круг \| \| |                                                                    |
| Пример | Описание                                                           |
| 1 | Победитель                                                         |
| 2 | Второе место                                                       |
| 3 | Третье место                                                       |
| 5 | Финишировал, заработав очки                                        |
| Сход | Не финишировал, но при этом заработал очки                         |
| 12 | Финишировал, не получив очков                                      |
| НКЛ | Финишировал, но не попал в финальную классификацию                 |
| 15 | Участвовал вне зачёта, либо по отдельной классификации             |
| 18 | Не финишировал, но попал в финальную классификацию                 |
| Сход | Не финишировал                                                     |
| НКВ | Не прошёл квалификацию                                             |
| НПКВ | Не прошёл предквалификацию                                         |
| ДСК | Дисквалифицирован                                                  |
| ИСК | Исключён из протокола соревнований                                 |
| ТТ | Заявлен для участия только в тренировках                           |
| НС | Участвовал в квалификации, но не стартовал в гонке                 |
| Т | Травмирован или болен                                              |
| ОТК | Отказ от участия                                                   |
| НТР | Прибыл на соревнования, но на трассу не выезжал                    |
| НПР | Был заявлен в числе участников, но не прибыл к началу соревнований |
| О | Соревнования отменены                                              |
| | Не участвовал                                                      |
| Поул-позиция |                                                                    |
| Быстрый круг |                                                                    |

| Сезон | Команда  | Шасси        | Двигатель           | Ш | 1   | 2   | 3       | 4   | 5   | 6   | 7   | Место | Очки |
| ----- | -------- | ------------ | ------------------- | - | --- | --- | ------- | --- | --- | --- | --- | ----- | ---- |
| 1950  | Belanger | Kurtis Kraft | Offenhauser 3,0 L4S | F | ВЕЛ | МОН | 500 НКВ | ШВА | БЕЛ | ФРА | ИТА | —     | 0    |